# Quel ressort
Pour plus de détails, voir Fiche technique et Distribution.
Quel ressort (Birds in the Spring) est un court métrage d'animation américain de la série des Silly Symphonies réalisé par David Hand des studios Disney, pour United Artists et sorti le 11 mars 1933.

## Synopsis
Deux rouge-gorges se réjouissent de leur couvée de trois œufs. Les oisillons grandissent et apprennent à chanter et voler mais l'un d'eux tombe du nid. Cet oisillon, nommé Otto , va la rencontre d'un criquet, puis d'un oiseau-mouche, qu'il tout à tour essayera d'imiter. Mais un crotale tente de l'hypnotiser pour le manger. À peine sorti de cette embuche, Otto tombe sur un nid de frelons. Cette nouvelle poursuite finit heureusement par le mener dans son nid.

## Fiche technique
- Titre original : Birds in the Spring
- Titre français : Quel ressort
- Autres titres [2] :
  -  Suède : Små, små fåglar
- Série : Silly Symphonies
- Réalisateur : David Hand
- Scénario[1] : Webb Smith, Ted Sears
- Animateur[1] :
  - équipe principale : Les Clark, Jack King, Frenchy de Trémaudan, Norman Ferguson, Clyde Geronimi, Johnny Cannon
  - Équipe de Ben Sharpsteen : Art Babbitt, Chuck Couch, Paul Fennell, Hardie Gartmacky, Nick George, Joe D'Igalo, Ed Love, Harry Reeves, Jack Kinney, Dick Williams, Marvin Woodward, Cy Young
- Voix : Marion Darlington et Purv Pullen (oiseaux)
- Producteur : Walt Disney
- Production : Walt Disney Productions
- Distributeur : United Artists
- Date de sortie[1],[2],[3] : 11 mars 1933
  - Annoncée[1] : 11 mars 1933
  - Dépôt de copyright[1] : 2 mars 1933
  - Première à New York[1]: 16 au 22 mars 1933 au Radio City Music Hall en première partie de Sailor's Luck de Raoul Walsh
  - Première à Los Angeles[1]: 19-25 avril 1933 au Fox Wilshire en première partie de Rasputin and the Empress de Richard Boleslawski.
- Format d'image : Couleur (Technicolor)
- Musique : Bert Lewis[2] & Frank Churchill[1]
  - Extrait de Dreaming (1911) d'Archibald Joyce
  - Extrait de The Bluebird (1916) de Clare Kummer
  - Extrait de Tanzweise (1887) d'Eric Meyer-Helmund
  - Extrait de Sari Waltz (Love's Own Sweet Song, 1914) d'Emmerich Kálmán
  - Extrait de Battle Hymn of the Republic (1856) de William Steffe
  - Extrait de Good Night, Ladies (traditionnelle, 1853)
- Son : Mono (RCA Sound System)
- Durée : 7 min 15 s
- Langue : (en)
- Pays de production :  États-Unis

## Commentaires
Malgré l'absence de paroles dans le film, l'oisillon est nommé Otto dans le matériel de production. Dans le film, le crotale se retrouve par un nœud, une idée qui sera reprise pour Kaa dans Le Livre de la jungle (1967) mais aussi Triste Sir dans Robin des Bois (1973), de même que l'hypnose.
Ce film avait semble-t-il été proposé en 1931 sous le nom de Birds and Bee mais n'avait pas été réalisé avant octobre 1932. Cette Silly Symphony est la première à avoir sa première au Radio City Music Hall de New York, les courts métrages suivant seront ensuite tous diffusés dans cette salle.